# 6516 Gruss
6516 Gruss eller 1988 TC2 är en asteroid i huvudbältet som upptäcktes den 3 oktober 1988 av den tjeckiske astronomen Antonín Mrkos vid Kleť-observatoriet i Tjeckien. Den är uppkallad efter den tjeckiska astronomen Gustav Gruss.
Asteroiden har en diameter på ungefär 6 kilometer.